# Stazione meteorologica di Pomezia
La stazione meteorologica di Pomezia è la stazione di riferimento per il servizio meteorologico relativo alla città di Pomezia.

## Coordinate geografiche
La stazione meteorologica è situata nell'Italia centrale, nel Lazio, in provincia di Roma, nel comune di Pomezia, a 37 metri s.l.m. e alle coordinate geografiche 41°40′N 12°30′E.

## Dati climatologici
Secondo i dati medi del trentennio 1961-1990, la temperatura media del mese più freddo, gennaio, è di +8,5 °C, mentre quella del mese più caldo, agosto, si attesta a +23,0 °C.
Le precipitazioni medie annue, attorno agli 800 mm e mediamente distribuite in 71 giorni, presentano un minimo in estate ed un accentuato picco autunnale .
| Pomezia             | Mesi | Mesi | Mesi | Mesi | Mesi | Mesi | Mesi | Mesi | Mesi | Mesi | Mesi | Mesi | Stagioni | Stagioni | Stagioni | Stagioni | Anno |
| Pomezia             | Gen  | Feb  | Mar  | Apr  | Mag  | Giu  | Lug  | Ago  | Set  | Ott  | Nov  | Dic  | Inv      | Pri      | Est      | Aut      | Anno |
| ------------------- | ---- | ---- | ---- | ---- | ---- | ---- | ---- | ---- | ---- | ---- | ---- | ---- | -------- | -------- | -------- | -------- | ---- |
| T. max. media (°C)  | 13,1 | 14,0 | 15,8 | 18,1 | 22,9 | 26,7 | 29,2 | 29,3 | 26,0 | 22,0 | 17,4 | 14,0 | 13,7     | 18,9     | 28,4     | 21,8     | 20,7 |
| T. min. media (°C)  | 3,8  | 4,3  | 5,3  | 7,7  | 11,0 | 14,4 | 16,3 | 16,7 | 14,8 | 11,0 | 7,7  | 4,4  | 4,2      | 8,0      | 15,8     | 11,2     | 9,8  |
| Precipitazioni (mm) | 94   | 82   | 69   | 56   | 34   | 23   | 10   | 32   | 66   | 105  | 142  | 104  | 280      | 159      | 65       | 313      | 817  |
| Giorni di pioggia   | 9    | 7    | 8    | 7    | 4    | 3    | 1    | 2    | 4    | 7    | 10   | 9    | 25       | 19       | 6        | 21       | 71   |